# Менчиковський Фелікс
Менчиковський Фелікс Якович (1882–1967) — науковець, викладач та політичний діяч, член Української Центральної Ради. Закінчив Новоросійський університет. Член Єврейської соціал-демократичної робітничої партії (Поалей-Ціон). 1917 р. обраний членом Української Центральної Ради. 1920–1921 штатний викладач хімії Одеського інституту народної освіти. Згодом — на еміграції.

## Праці
•Menchikovsky F. The soil and hydrological conditionions of the Jordan Valley… Tel-Aviv, 1931.
•Menchikovsky, F. 1932. Pan (nasas) and its origin in the sandy soils of Palestine, Journal of Agricultural Science, 22 (4), 689—703.
•Menchikovsky F. Seasonal Changes of the Moisture Content of Solaga Soil of Palestine and Their Influence on Vegetation Soil Science: September 1936 — Volume 42 — Issue 3 — ppg 167—174.